# Hosszúhetény megállóhely
Hosszúhetény megállóhely Hosszúheténytől 2-3 kilométerre délre található megszűnt vasúti megállóhely a Pécs–Bátaszék-vasútvonalon, melyet a MÁV üzemeltetett.

## Története
A vonalon 1911. július 1-jén indult el a forgalom, Hosszúhetényt is ekkor adták át.
2009. december 13-ától a vasútvonalon megszűnt a személyszállítás.

## Megközelítése
A megállóhely lakott területektől messze fekszik, megközelítése a 6544-es út felől egy 150 méter hosszú bekötőúton lehetséges. A legközelebbi buszmegálló (Martonfai elágazás) 1 kilométerre van innen, ahol a Pécs és Bátaszék, illetve Szekszárd közötti helyközi járatok állnak meg.

## Kapcsolódó állomások
A megállóhelyhez az alábbi állomások vannak a legközelebb:
- Vasas-Hird megállóhely
- Dombaytó megállóhely

## Forgalom
Megszűnése előtt a vonalon napi 5-6 vonatpár közlekedett, ebből Hosszúheténynél Pécsvárad felé napi 4, míg Pécs felé 5 vonat állt meg.